# (7270) Punkin
(7270) Punkin est un astéroïde de la ceinture principale.

## Description
(7270) Punkin est un astéroïde de la ceinture principale. Il fut découvert le 7 juillet 1978 à l'observatoire Palomar par Edward L. G. Bowell. Il présente une orbite caractérisée par un demi-grand axe de 3,21 UA, une excentricité de 0,18 et une inclinaison de 2,7° par rapport à l'écliptique.

## Compléments